# 8898 Linnaea
8898 Linnaea è un asteroide della fascia principale. Scoperto nel 1995, presenta un'orbita caratterizzata da un semiasse maggiore pari a 2,4341265 UA e da un'eccentricità di 0,1935433, inclinata di 2,99012° rispetto all'eclittica.
L'asteroide è dedicato a Linnaea Barton Keammerer, accidentalmente morta in età preadoloscenziale.